# Beierolpium benoiti
Espèce
Statut de conservation UICN

 VU B1ab(iii)+2ab(iii) : Vulnérable
Beierolpium benoiti est une espèce de pseudoscorpions de la famille des Olpiidae.

## Distribution
Cette espèce est endémique des Seychelles. Elle se rencontre sur Curieuse, Praslin et Silhouette.

## Étymologie
Cette espèce est nommée en l'honneur de Pierre L. G. Benoit.

## Publication originale
- Mahnert, 1978 : Contributions à l'étude de la faune terrestre des îles granitiques de l'archipel des Sechelles. (Mission P.L.G. Benoit - J.J. Van Mol 1972). Pseudoscorpiones. Revue de Zoologie Africaine, vol. 92, p. 4, p. 867-898.